# بيل شيندلر
بيل شيندلر (بالإنجليزية: Bill Schindler)‏ هو لاعب كرة قاعدة أمريكي، ولد في 10 يوليو 1896 في بيريفيل في الولايات المتحدة، وتوفي بنفس المكان في 6 فبراير 1979.

## وصلات خارجية
- بيل شيندلر على موقعبيزبول رفرنس.كوم (الدوري الرئيسي) (الإنجليزية)